# Сала-Комачина
Сала-Комачина (італ. Sala Comacina) — муніципалітет в Італії, у регіоні Ломбардія, провінція Комо.
Сала-Комачина розташована на відстані близько 530 км на північний захід від Рима, 60 км на північ від Мілана, 18 км на північ від Комо.
Населення — 566 осіб (2014).

## Демографія
Населення за роками:

Станом на 1 січня 2023 року в муніципалітеті офіційно проживали 43 іноземці з 13 країн, серед них 7 громадян країн Євросоюзу та 7 громадян України.

## Сусідні муніципалітети
- Колонно
- Леццено
- Оссуччо
- Понна